# Света Богородица (Марена)
„Успение Богородично“ или „Света Богородица“ (на македонска литературна норма: „Успение на Пресвета Богородица“) е възрожденска православна църква в тиквешкото село Марена, централната част на Северна Македония. Част е от Повардарската епархия на Македонската православна църква.
Църквата е построена в центъра на селото във втората половина на XIX век и представлява трикорабен храм като корабите са разделени от два реда колони, свързани помежду си с арки. Корабите имат равни дървени тавани, а този над главния кораб се издига над страничните. Две ниши в олтарното пространство вършат функцията на проскомидия и дяконикот. Главният вход е от западната страна, а по-малкият е на северната страна. Интериорът е осветен от по три прозореца на южната и северната страна. Църквата е изписана. На западния дял в църквата е галерия, на която има една лента с надпис и годината 1879 – най-вероятно като година на изписването на църквата. На северния и южния зид в първата зона са изобразени светци в цял ръст: Св. св. Кирил и Методий, Света Петка, Свети Мина, Свети Теодор Тирон, Свети Атанасий и други. Композицията „Страшният съд“ е изобразена на южния зид във втората зона над светците в цел ръст. Големите празници с композициите Възкресение Христово, Влизане в Йерусалим (Цветница) и други са на северния зид във втората зона. В главния кораб в горните части са изобразени символите на четиримата евангелисти. Тука са и Богородица, Исус Христос и Бог Саваот. Композицията Благовещение Богородично е над олтарната конха, а в нишата на проскомидията е композицията Възкресение. В галерията на запад е Успение Богородично, а вляво и вдясно са пророците: Данаил, Илия, Соломон, Давид, Исаий, Елисий и Йеремия. Три от престолните икони на иконостаса на Свети Никола, Свети Георги, Богородица с Христос и Свети Йоан Предтеча са изработени от зографа Петре от Тресонче в 1870 година.